# Melaeninae
Los meleninos (Melaeninae) son una subfamilia de coleópteros adéfagos de la familia Carabidae.
Contiene 23 especies en 2 géneros:
- Género Cymbionotum Baudi di Selva, 1864
  - Cymbionotum basale Dejean, 1831
  - Cymbionotum candidum Andrewes, 1935
  - Cymbionotum capicola Peringuey, 1908
  - Cymbionotum fasciatum Dejean, 1831
  - Cymbionotum fasciger Chaudoir, 1852
  - Cymbionotum fernandezi Ball & Shpeley, 2005 
  - Cymbionotum fluviale Andrewes, 1935
  - Cymbionotum helferi Chaudoir, 1850
  - Cymbionotum mandli (Jedlicka, 1963)
  - Cymbionotum mesopotamicum Csiki, 1929
  - Cymbionotum microphthalmum Chaudoir, 1876
  - Cymbionotum namwala Ball & Shpeley, 2005
  - Cymbionotum negrei Perrault, 1994 
  - Cymbionotum pictulum Bates, 1874
  - Cymbionotum rufotestaceum Fairmaire, 1903
  - Cymbionotum schueppelii Dejean, 1825
  - Cymbionotum semelederi (Chaudoir, 1861) 
  - Cymbionotum semirubricum Reitter, 1914
  - Cymbionotum striatum Reitter, 1894
  - Cymbionotum subcaecum Ball & Shpeley, 2005 
  - Cymbionotum transcaspicum Semenov, 1891
- Género Melaenus Dejean, 1831
  - Melaenus elegans Dejean, 1831
  - Melaenus piger Fabricius, 1801